# Евглевский, Алексей Анатольевич
Алексей Анатольевич Евглевский (14 сентября 1972) — советский и российский футболист, полузащитник.
Начал карьеру в команде второй советской лиги «Динамо» Барнаул в 1990 году. В обоих матчах 1/16 финала Кубка СССР 1991/92 против московского «Динамо» (1:1, 0:2) выходил в стартовом составе, но заменялся по ходу первого тайма. Профессиональную карьеру провёл в клубах первого и второго дивизионов России «Динамо» Барнаул (1992), "Спартак" Горно-Алтайск (1992), «Аган» Радужный (1993), «Океан» Находка (1994), «Виктория» Назарово (1995—1996), «Звезда» Иркутск (1996—1997), «Локомотив» Чита (1997—2000), «Металлург-Запсиб» Новокузнецк (2001), «Сибиряк» Братск (2002).
Участвовал в любительских соревнованиях Барнаула и Алтайского края в составе команд «Пивзавод» Барнаул (2003), «Спартак» Горно-Алтайск (2008, 2010, 2011, 2011/12, 2013, 2015), «Коммунальщик» Барнаул (2010), «Плавыч» Барнаул (2011—2012).
В сезонах 2010/11 — 2012 играл в первенстве и Кубке Барнаула по мини-футболу за команды «Барнаульская горэлектросеть» и «Плавыч».
Участник ветеранских соревнований по футболу и мини-футболу.